# Lot 16 (Île-du-Prince-Édouard)
Lot 16 est un canton dans le comté de Prince, Île-du-Prince-Édouard, Canada. Il fait partie de la Paroisse Richmond. Le nom de "Lot 16" vient de l'arpentage original de l'Île-du-Prince-Édouard par Samuel Holland au XVIIIe siècle. C'est une des seules communautés dans l'Île-du-Prince-Édouard qui continue à utiliser la désignation originale du lot dans son nom.
Lot 16 a en fait trois communautés : Belmont, Lot 16 Central et Lot 16 Southwest. Les trois communautés sont d'environ la même population, mais Belmont est un petit peu plus grand.
Lot 16 a deux églises : l'église de Belmont des Baptistes Unis et l'église du Lot 16 Central de l'Église Unie du Canada. Il y a aussi trois cimetières (Methodiste, Uni et Baptiste). L'édifice public le plus important dans la communauté est le centre communautaire du Lot 16, un lieu de rencontre pour les groupes communautaires comme le 4-H, le club des ainés du Lot 16, le groupe des femmes et les évènements communautaires.
Lot 16 est le domicile du parc provincial Belmont situé au cap Winchester à Belmont.
L'agriculture est l'industrie principale dans le Lot 16, avec beaucoup de résidents impliqués dans la production agricole. Les marchandises principales sont le lait, le bœuf, les patates et la production de grains. C'est aussi le domicile de petites entreprises qui sont reliées à la machinerie. Belmont est le domicile à une des plus grosses fermes laitières des provinces maritimes.

## Population
- 688 (recensement de 2001)[1]
- 702 (recensement de 2006)[1]
- 733 (recensement de 2011)[2]

## Communautés
Incorporé :
- Wellington

Non-incorporé :
- Belmont
- Burnt Point
- Days Corner
- Lot 16 Central
- Lot 16 Southwest
- Portage
- Urbainville